# Škoda 200 RS
Škoda 180/200 RS byly prototypy závodní Škodovky odvozené od Škody 110 R. Změny se týkaly zejména silného motoru o objemu 1,8 l a 2,0 l a zadní nápravy s pětistupňovou převodovkou z Porsche 911. Vůz měl také sníženou střechu, odstraněné nárazníky a zvětšený rozchod kol. Byly vyrobeny 2 kusy 200 RS a jeden 180 RS. Maximální rychlost byla u 180 RS 210 km/h a u 200 RS 250 km/h.
Vozy se v roce 1974 zúčastnily tří závodů, již v roce 1975 však regulace FIA ze soutěže podobné silně modifikované prototypy vyloučily, ve prospěch mnohem méně upravených sériových vozů. Zkušenosti z vývoje vozu poté automobilka využila při stavbě Škody 130 RS.
Jako poctu Škodě 200 RS sestrojila dílna Hoffmann&Novague v roce 2016 český supersport HN R200.